# Viaggio apostolico di Francesco in Albania 2014
Per il suo IV Viaggio apostolico, papa Francesco, il 21 settembre 2014, si è recato in Albania, visitando la capitale Tirana e la comunità cattolica di Fushë-Krujë. 
Si tratta del primo viaggio apostolico in Europa del papa. Inoltre, è il secondo viaggio di un pontefice in terra albanese, dopo quello di Giovanni Paolo II del 25 aprile 1993.

## Svolgimento del viaggio
Il papa ha personalmente annunciato, nel corso della preghiera dell'Angelus del 15 giugno 2014, del seguente viaggio apostolico, primo in Europa:
Il Papa è partito in mattinata dall'aeroporto di Roma-Fiumicino alla volta di Tirana, dove, all'aeroporto internazionale "Madre Teresa", è arrivato dopo circa un'ora e mezza, accolto ufficialmente dal Primo Ministro Edi Rama. 
Il Papa, quindi, si è diretto verso il Palazzo presidenziale albanese, accolto, lungo le strade, da due ali di folla. All'esterno del Palazzo Presidenziale si è tenuta la Cerimonia di benvenuto, dopo la quale, il Papa ha compiuto la visita di cortesia al Presidente della Repubblica; al termine della visita di cortesia il Pontefice, ha incontrato le autorità della Repubblica e il Corpo Diplomatico nel salone Scanderbeg del Palazzo Presidenziale di Tirana, dove ha pronunciato un discorso in lingua italiana..

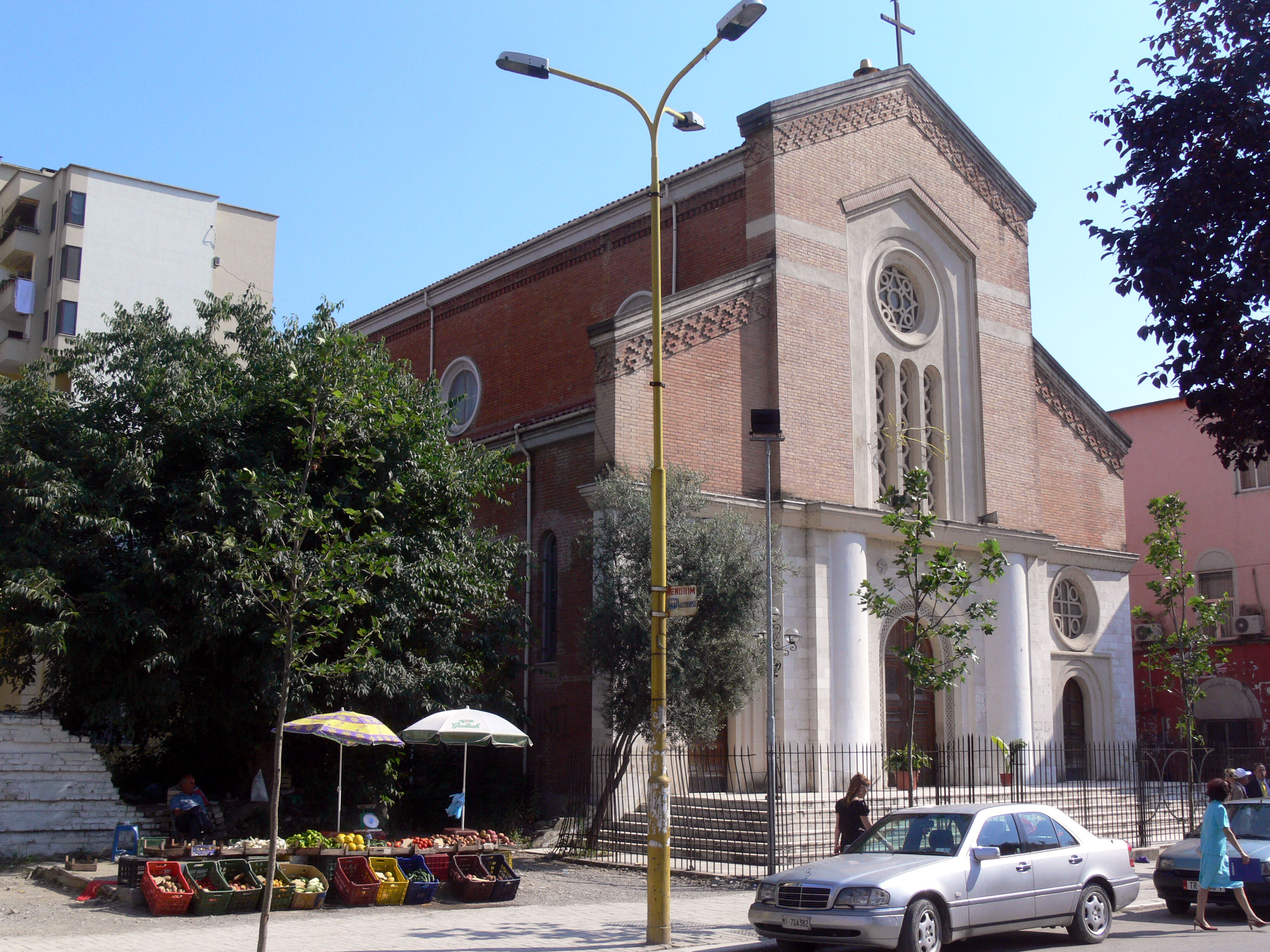
L'antica Chiesa di Tirana

Al termine dell'incontro il Papa si è diretto nella vicina Piazza Madre Teresa dove, dopo la consegna delle chiavi della città, ha celebrato la Santa Messa davanti ad oltre un milione di persone (presenti molti ortodossi e anche musulmani). A seguire della Santa Messa il Papa ha recitato la preghiera mariana dell'Angelus, quindi si è diretto alla Nunziatura Apostolica, dove ha incontrato e pranzato con i Vescovi dell'Albania.
Nel primo pomeriggio il Santo Padre si è recato all'Università Cattolica "Nostra Signora del Buon Consiglio" per incontrare i leader delle religioni dell'Albania; erano presenti esponenti, oltre che cristiani cattolici e ortodossi, anche protestanti evangelici, musulmani sunniti e bektashiani ed ebraici.
Al termine dell'incontro con i leader Papa Francesco si è recato nella Cattedrale di Tirana, per pregare i Vespri con i vescovi, sacerdoti, religiosi e religiose, seminaristi, novizi e novizie e laici cattolici d'Albania. Prima della preghiera dei Vespri sono state rivolte al Papa alcune testimonianze circa il passato regime comunista; il Papa si è commosso profondamente, ed ha pronunciato un discorso a braccio, ancora in lingua italiana. Come ultimo impegno del viaggio il Papa si è recato a fare visita ai bambini del Centro Betania a Bubq in Fushë-Krujë. Al termine dell'incontro il Papa ha fatto ritorno a Tirana, per congedarsi dall'Albania all'aeroporto internazionale e far ritorno a Roma, dove è arrivato in tarda serata.